# عملیات برویتی
عملیات برویتی (انگلیسی: Operation Brevity) یک حمله محدود بود که در اواسط مه ۱۹۴۱، در جریان نبرد صحرای غربی از جنگ جهانی دوم انجام شد.